# اوتار کوبریدزه
اوتار کوبریدزه (به گرجی: ოთარ კობერიძე)؛ (زاده ۱۷ دسامبر ۱۹۲۴-درگذشته ۹ مارس ۲۰۱۵) یک بازیگر، کارگردان و فیلمنامه‌نویس گرجی بود. کوبریدزه در تفلیس گرجستان متولد شد و در سال ۱۹۴۸ از دانشگاه تئاتر و فیلم شوتا روستاولی فارغ‌التحصیل شد. وی سپس در تئاتر دراماتیک سوخومی و مدتی در تئاتر دولتی مرجانیشویلی تفلیس کار کرد. وی در طول فعالیت خود در استودیو فیلم گرجستان (کارتولی پیلمی) بیش از ۵۰ نقش بازی کرد. او ده فیلم را کارگردانی کرد و برای سه فیلم فیلمنامه نوشت. در سال ۱۹۶۷ عنوان هنرمند مردمی گرجستان به وی اعطا شد. او در سال ۲۰۱۵ در ۹۰ سالگی درگذشت.
او با لیا الیاوا بازیگر اهل گرجستان ازدواج کرد.
او در فیلم‌های چادر قرمز، کمیسر، شازده کوچولو ،عروس تزار، بچه‌های مردم و افسانه سیاوش بازی کرده‌است.